# Faz Fazakas
Franz „Faz“ Fazakas (* 5. April 1918 in Essex County, New Jersey; † 28. September 2013 in Olivebridge, New York) war ein US-amerikanischer Puppenspieler, Animatronic-Entwickler und Technikerfinder, der für seine Arbeit an den Figuren der Sesamstraße und der Muppet-Show Berühmtheit erlangte. Er war es, der unter anderem dafür sorgte, dass Fozzie Bear mit den Ohren wackeln und Bibo „mit den Wimpern klimpern“ konnte.

## Leben
Franz „Faz“ Fazakas wurde als Sohn des ungarischstämmigen Árpád Edvard Fazakas (* 30. Juni 1882 in Boston, Massachusetts; † 15. November 1954) und dessen Ehefrau Donelda Mary (geborene Krotz; * 22. März 1890 in Defiance, Ohio; † Januar 1981 in Bridgewater Township, New Jersey) geboren. Seine Geschwister waren Árpád A. (* 28. August 1913 in Orange, New Jersey; † 8. März 1995 in Bedminster, New Jersey), Donelda Mary (* 4. März 1915 in Orange, New Jersey; † 16. Oktober 2006 in Miami Beach, Florida) und Philippa Elizabeth (* 30. September 1920 in Orange, New Jersey; † 31. Mai 1999 in Newport, Rhode Island). Seine Eltern hatten um das Jahr 1913 geheiratet.
Faz Fazakas heiratete später Eleanor Louise Jewett und hatte zwei Kinder mit ihr. Er war Großonkel der Musikerin Tanya Donelly.

## Karriere
Faz Fazakas ging zur Highschool, brach sie aber ab und wurde während des Zweiten Weltkrieges in die Armee eingezogen. Von 1947 bis 1951 arbeitete er als Orgelbauer in Orange (New Jersey), bis er 1951 dem Theaterensemble von Berkeley Marionettes beitrat, dem Puppenspieler Bil Baird assistierte und gemeinsam mit der Schauspielerin Barbara Cook am Broadway auftrat. Er spielte tragende Rollen in Aufführungen wie Flahooley (ein Musical, das von Marionetten vorgetragen wird) und in Puppen- und Marionettenversionen von Der Zauberer von Oz und Winnie the Pooh. 1972 lernte er Jim Henson kennen und wurde aufgrund seines technischen Geschicks und Einfallsreichtums beauftragt, an den Figuren der Muppet-Show und der Sesamstraße zu arbeiten. Diese Tätigkeit übte Fazakas bis zu seinem Tode aus.

## Leistungen und Nachwirken
Fazakas arbeitete seit 1972 mit Jim Henson zusammen. Henson war von Fazakas‘ technischem Geschick und Einfallsreichtum beeindruckt und fragte ihn, ob er nicht an den Handpuppen und Animatronics der Muppet-Show und der Sesamstraße mitwirken wolle. Fazakas sagte sofort zu und begann, vor allem die Köpfe der Puppen und Animatronics zu bauen und ihnen feinmotorische Bewegungen zu ermöglichen, um die Mimik zu verbessern und zu erweitern. So entwickelte Fazakas unter anderem eine Feinmechanik, durch die „Fozzie Bear“ (ein Teddybär mit Hut und Halstuch) mit den Ohren wackeln und die Muppet-Figur „Sweetums“ die Nase rümpfen konnte. Einige waren fortan in der Lage, Fahrrad zu fahren. Auch den Figuren der Sesamstraße verlieh Fazakas feinmotorische Mobilität: „Bibo“ (ein großer, gelber Vogel mit langem Hals) beherrschte nun seinen vertrauten Wimpernschlag. Die Charaktere „Jen“ und „Kira“ aus dem Film Der dunkle Kristall erhielten ihre Feinmotoriken ebenfalls von Fazakas.
Fazakas‘ technische Errungenschaften und Kreationen beeinflussten maßgeblich den technischen Fortschritt und Einsatz von Animatronics in der Film-, Fernseh- und Theaterindustrie. Er entwarf auch eine neuartige Technik, mit deren Hilfe sogenannte Sprachboxen in die Köpfe der Animatronics eingebaut werden konnten. Nun waren Synchronsprecher in der Lage, über spezielle Radiomikrofone den Figuren von einem Hinterzimmer aus ihre Stimme zu „leihen“. Diese Methode wird in neuerer Zeit durch KI-gesteuerte Computersoftwares ersetzt.
Fazakas Spitzname „Faz“ inspirierte nicht nur Fozzie Bears Namen, sondern möglicherweise auch jenen von „Freddy Fazbear“, einem Hauptantagonisten der Computerspielreihe Five Nights at Freddy’s.